# Hugo Velázquez
Hugo Ángel Velázquez (San Nicolás de los Arroyos, 16 juli 1992) is een Argentijns voormalig baan- en wegwielrenner.

## Carrière
In 2014 won Velázquez het nationale kampioenschap tijdrijden voor beloften, voor Rubén Ramos en Diego Tivani.
In 2016 werd Velázquez, achter Laureano Rosas en Emiliano Ibarra, derde op het nationale kampioenschap tijdrijden voor eliterenners. Een jaar later behaalde hij zijn eerste UCI-zege toen hij in de eerste etappe van de Ronde van Servië de massasprint won, voor Anton Ivasjkin en Ivan Balykin. De leiderstrui die hij daaraan overhield raakte hij een dag later kwijt aan Luca Chirico. In september won hij de scratch tijdens de Pan-Amerikaanse kampioenschappen baanwielrennen.
In 2018 werd Velázquez prof bij UnitedHealthcare Professional Cycling Team, waar hij uiteindelijk één seizoen voor zou rijden. In 2022 en 2023 reed hij bij de Argentijnse continentale ploeg Municipalidad de Rawson.

## Baanwielrennen

### Palmares
| Jaar | AK | P-AK    | WK | Overig |
| ---- | -- | ------- | -- | ------ |
| 2017 |    | Scratch |    |        |

## Wegwielrennen

### Overwinningen
2014
 Argentijns kampioen tijdrijden, Beloften
2017
1e etappe Ronde van Servië
1e etappe Cupa Max Ausnit
2019
Doble Bañado-La Estrella

## Ploegen
- 2017 –  Tusnad Cycling Team
- 2018 –  UnitedHealthcare Professional Cycling Team
- 2022 –  Municipalidad de Rawson
- 2023 –  Municipalidad de Rawson

Bartha · Crisafulli · Krasnov · László · Lezica · Novak · Ramos · Rosas · Sebestyén · Szabó · Tanovitchii · Velázquez
Acevedo · Alzate · Cataford · Clarke · Eaton · Haedo · Hegyvary · Jaramillo · Keough · Mannion · Marcotte · McCabe · Norris · Putt · Țvetcov · Velázquez